# Arnas Butkevičius
Arnas Butkevičius (Klaipėda, 22 ottobre 1992) è un cestista lituano.

## Carriera
Con la Lituania ha disputato i Campionati mondiali del 2019 e i Campionati europei del 2022.

## Statistiche

### Eurolega
| Anno      | Squadra           | PG | PT | MP   | TC%  | 3P%  | TL%  | RP  | AP  | PRP | SP  | PP  |
| --------- | ----------------- | -- | -- | ---- | ---- | ---- | ---- | --- | --- | --- | --- | --- |
| 2014-2015 | Neptūnas Klaipėda | 10 | 1  | 20,5 | 55,8 | 47,1 | 51,9 | 2,8 | 1,1 | 0,9 | 0,5 | 7,0 |
| 2022-2023 | Žalgiris Kaunas   | 37 | 11 | 22,5 | 41,4 | 25,4 | 87,3 | 3,6 | 1,6 | 1,1 | 0,3 | 5,3 |
| 2023-2024 | Žalgiris Kaunas   | 22 | 6  | 20,9 | 50,7 | 38,9 | 70,4 | 3,3 | 0,9 | 0,6 | 0,1 | 5,0 |
| Carriera  | Carriera          | 69 | 18 | 21,7 | 46,5 | 32,5 | 76,0 | 3,4 | 1,3 | 0,9 | 0,2 | 5,4 |

## Palmarès

### Squadra
- Campionato lituano: 3

Rytas: 2021-2022, 2022-2023,  2024-2025
- Coppa di Lituania: 4

Lietuvos rytas: 2018-2019
Žalgiris Kaunas: 2022-2023, 2023-2024, 2024-2025

### Individuale
- Lietuvos krepšinio lyga MVP finali: 1

Rytas: 2021-22